# Adelodrilus borceai
Adelodrilus borceai är en ringmaskart som först beskrevs av Hrabe 1973.  Adelodrilus borceai ingår i släktet Adelodrilus och familjen glattmaskar. Inga underarter finns listade i Catalogue of Life.